# صنایع خودروسازی (مجله)
صنایع خودروسازی (انگلیسی: Automotive Industries) یکی از قدیمی‌ترین نشریه‌های دانشگاهی و یکی از پرقدمت‌ترین مجلات تخصصی در زمینه تجارت خودرو است. این مجله در سال ۱۸۹۵ تحت نام عصر بدون اسب شروع به کار کرد.